# Armand I. Gaston Maximilien de Rohan-Soubise

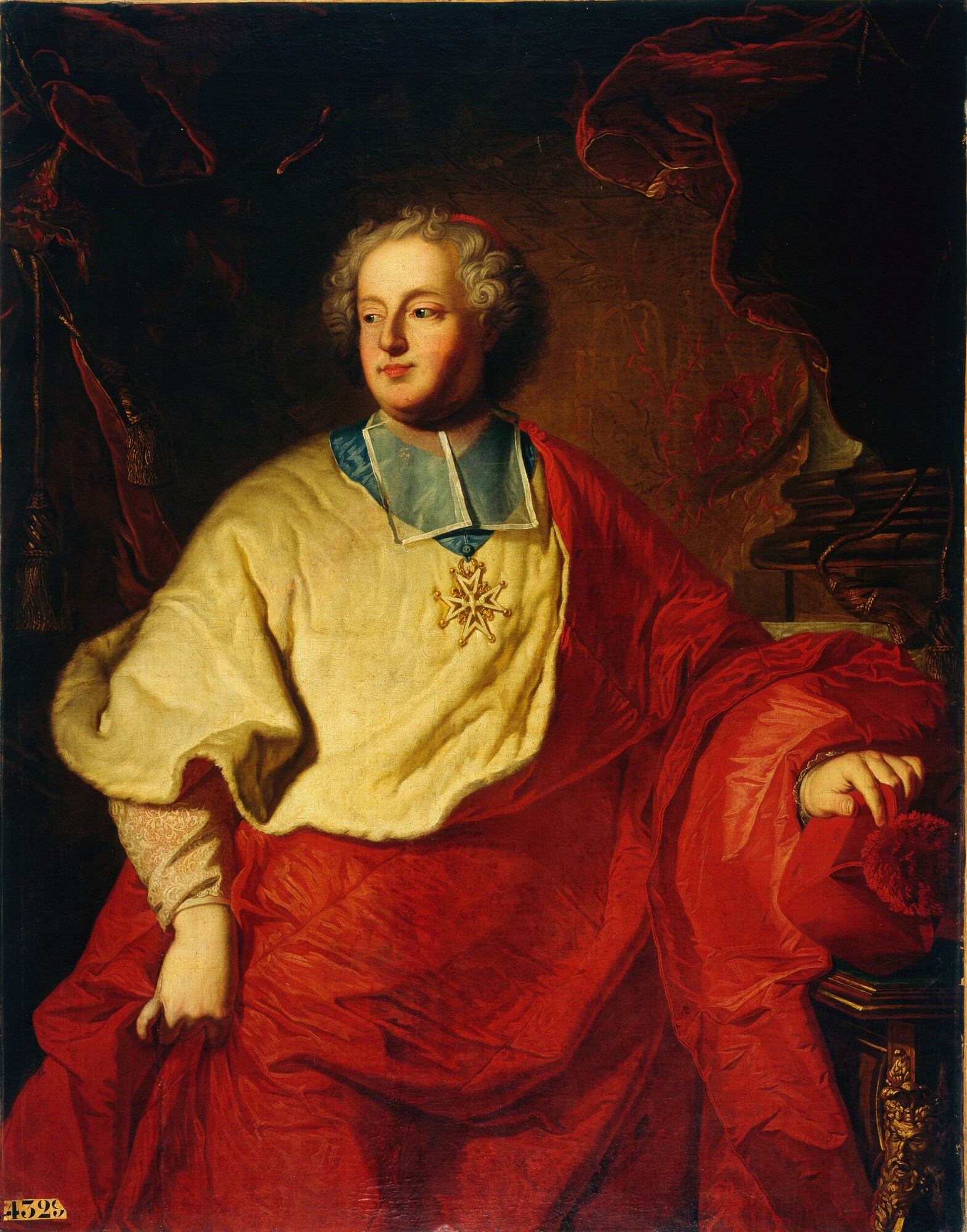
Kardinal Armand I. von Rohan, Porträt von Hyacinthe Rigaud

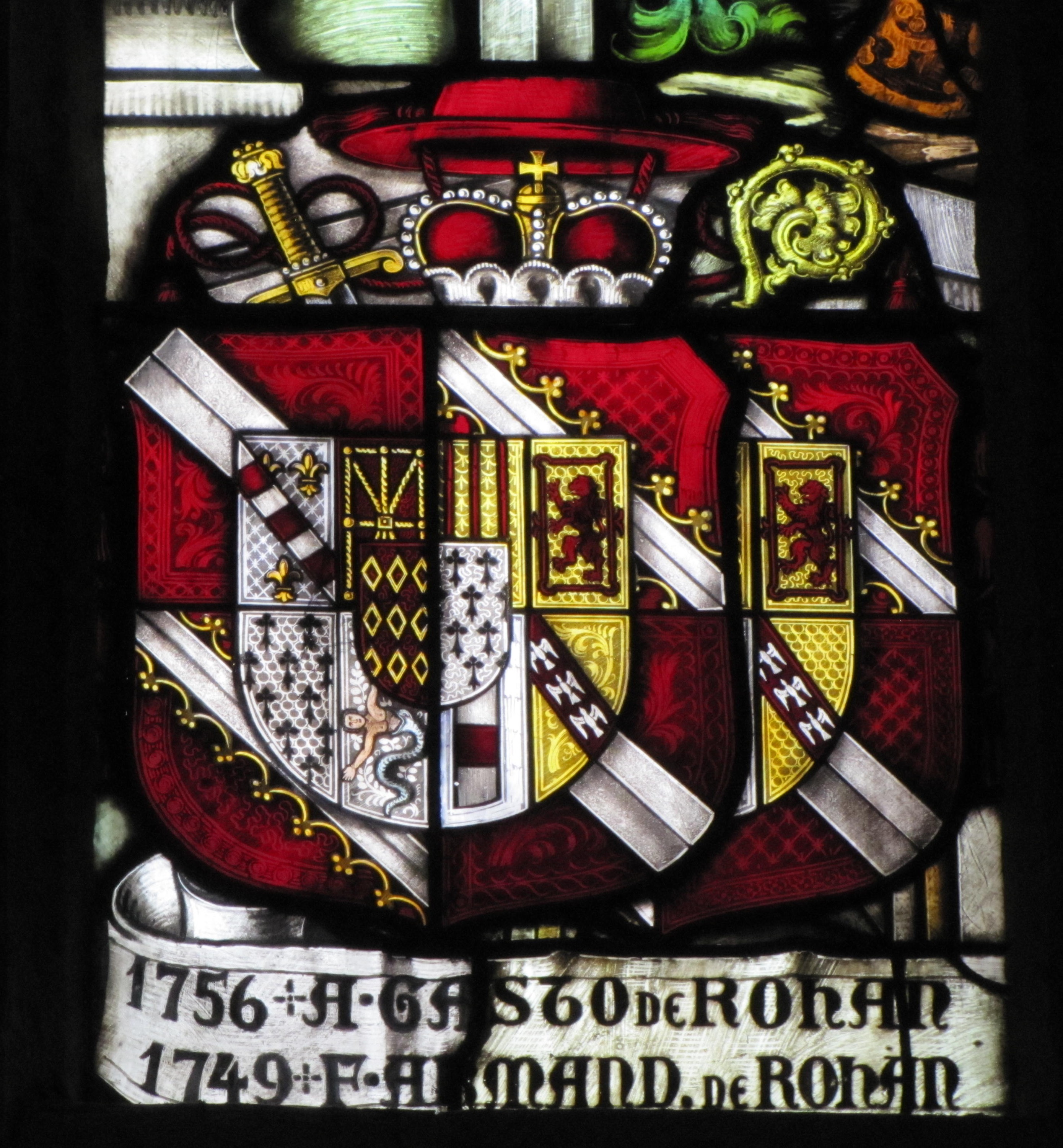
Wappen des Kardinals im Fenster der romanischen Kirche Notre-Dame de la Nativité in Saverne, Elsass

Armand Gaston Maximilian de Rohan-Soubise (* 26. Juni 1674 in Paris; † 19. Juli 1749 ebenda) war ein französischer Politiker und Kirchenfürst. Er war Bischof von Straßburg seit 1704, wurde 1712 zum Kardinal erhoben sowie 1713 zum Großalmosenier von Frankreich.

## Leben
Er war ein Sohn von François de Rohan-Soubise (1630–1712) und dessen Frau Anne de Rohan-Chabot (1648–1709). Sein älterer Bruder war Hercule Mériadec de Rohan-Soubise (1669–1749), der auch als Prince de Rohan bekannt wurde.

### Bischofsamt
Seit dem Anschluss von Straßburg und eines Teils des Elsass an Frankreich 1681 bemühte sich König Ludwig XIV., die neue Provinz zu rekatholisieren und den französischen Einfluss zu stärken. Dazu wählte er den erst 16-jährigen Gaston de Rohan-Soubise aus, der aus einer hochadeligen Familie der Bretagne stammte. 1690 trat er in das Domkapitel des Straßburger Münsters ein.
Um diese Bemühungen zu unterstützen, wurde er von Papst Innozenz XII. zum Koadjutor des Bischofs von Straßburg mit dem Recht der Nachfolge sowie zum Titularbischof von Tiberias ernannt. Die Bischofsweihe spendete ihm am 26. Juni 1701 in der Abteikirche Saint-Germain-des-Prés in Paris Kardinal Wilhelm Egon von Fürstenberg, Bischof von Straßburg, Mitkonsekratoren waren Louis-Anne de Roussillon, Bischof von Laon, und François-Louis de Clermont-Tonnerre, Bischof von Langres. Nach dem Tod seines Vorgängers Wilhelm Egon von Fürstenberg 1704 wurde er vom Domkapitel als einziger Kandidat einstimmig gewählt.
Bei der Rekatholisierung stützte er sich vor allem auf die Jesuiten, die sich bereits 1683 in der Stadt niedergelassen hatten. Gleichzeitig bemühte er sich, zusammen mit der neuen Verwaltung die Bevölkerung zu französieren, da sie als zu deutsch, zu protestantisch und zu republikanisch galt. Sein Großneffe und Nachfolger Armand II. von Rohan-Soubise setzte diese Bemühungen fort.

### Bauherr
Da Straßburg freie Reichsstadt war, residierten die Fürstbischöfe in Saverne. Nach einem Brand der alten Burg 1709 ließ Gaston von Rohan das Schloss durch den angesehenen Architekten Robert de Cotte restaurieren. Dabei wurde auch die Innengestaltung dem Geschmack der Zeit angepasst und mit Tapisserien, Möbeln und Bildern aus Paris ausgestattet.
Auf seine Anregung hin wurde der wichtigste Gebirgspass über die Vogesen, die Zaberner Steige, zwischen 1728 und 1737 ausgebaut.
Von 1732 bis 1741 ließ er dann in Straßburg zwischen dem Münster und der Ill eine neue Bischofsresidenz, das Palais Rohan bauen. Dieses prachtvolle Barockpalais beherbergt heute drei der wichtigsten Museen der Stadt: das Archäologische Museum (Musée archéologique, Untergeschoss), das Kunstgewerbemuseum (Musée des Arts décoratifs, Erdgeschoss) und das Museum für schöne Künste (Musée des Beaux-arts, erster und zweiter Stock).

### Weitere Ämter
1703 wurde Rohan-Soubise in die Académie française aufgenommen und übernahm den 23. Stuhl, den vor ihm Charles Perrault innegehabt hatte. Seit 1701 war er Ehrenmitglied der Académie royale des inscriptions et belles-lettres.
Als Großkaplan von Frankreich, einem der renommierten Ämter am königlichen Hof, beaufsichtigte er ab 1713 die religiöse Seite des Hoflebens. Gleichzeitig war er Kommandeur des Heilig-Geist-Ordens.
Papst Klemens XI. erhob Rohan-Soubise am 18. Mai 1712 zur Kardinalswürde. Nach seiner Teilnahme am Konklave 1721 erhielt er vom neuen Papst Innozenz XIII. den roten Hut und die Ernennung zum Kardinalpriester von Santa Trinità dei Monti. Dieses Amt hatte er bis zu seinem Tode 1749 inne.